# Anacithara levukensis
Anacithara levukensis é uma espécie de gastrópode do gênero Anacithara, pertencente a família Horaiclavidae.